# Chrysolampus rufitarsis
Chrysolampus rufitarsis is een vliesvleugelig insect uit de familie Perilampidae. De wetenschappelijke naam is voor het eerst geldig gepubliceerd in 1859 door Förster.